# 県警対組織暴力
『県警対組織暴力』（けんけいたいそしきぼうりょく）は1975年に東映が製作した日本映画。
監督は深作欣二、脚本は笠原和夫。1975年4月26日封切。100分、カラー、ワイド。英語版タイトルは"Cops vs. Thugs"。
1975年度キネマ旬報読者選出邦画第9位。

## 概要
『仁義なき戦い』から始まる東映実録映画路線の一本。『仁義なき戦い』の大ヒットにより、東映は次々と実録路線のヤクザ映画を量産した。その流れを汲む一本であるが、本作での菅原文太はヤクザではなく刑事である。西日本の地方都市を舞台に、悪徳刑事とヤクザの友情を通して、警察とヤクザの癒着関係を描き出す。タイトル内の「組織暴力」とはヤクザと、ヤクザと癒着する警察の連合を示す。
主演の菅原文太、音楽の津島利章なども含め、スタッフやキャストのほとんどが『仁義なき戦い』シリーズから引き続き参加している。
舞台は「倉島市」という架空の都市の設定だが「県警」のモデルは広島県警察と東映自身が告知している。

## あらすじ
昭和三十八年、西日本の地方都市倉島市では、暴力団大原組と川手組の抗争が続いていた。
倉島警察署刑事課の部長刑事である久能徳松（菅原文太）は、暴力団担当のやり手だがヤクザとの癒着も辞さない悪徳刑事であり、大原組の若衆頭である広谷（松方弘樹）とは盟友である。連続する抗争や違法捜査のさ中、二人は川手組の土地買収をかぎつけ、その計画を叩き潰す。祝杯を上げる二人であったが、川手組との抗争はさらにその激しさを増し、川手組と利害を共有する県上層部は、大原組を潰すために動き出す。倉島署に派遣された県警本部捜査第二課の海田警部補（梅宮辰夫）は、ヤクザと警察官の交際を禁じ、清廉潔白な捜査を久能たちに命令する。海田の強引なやり口に反発するベテラン刑事の吉浦（佐野浅夫）は居場所をなくし、大原組は追い詰められ、久能と広谷の関係にもヒビが入っていく……。

## スタッフ
- 企画：日下部五朗
- 脚本：笠原和夫
- 取材：八田政樹
- 撮影：赤塚滋
- 照明：中山治雄
- 録音：溝口正義
- 美術：井川徳道
- 音楽：津島利章
- 編集：堀池幸三
- 監督補佐：皆川隆之
- 助監督：藤原敏之
- 記録：田中美佐江
- 装置：近藤幸一
- 装飾：西村和比古
- 背景：山田久司
- 美粧、結髪：東和美粧
- スチル：木村武司
- 衣裳：岩道保
- 演技事務：森村英次
- 擬斗：上野隆三
- 進行主任：真沢洋士
- 監督：深作欣二

## 出演
主要人物以外の分かりづらい端役については、作中での役割を示す説明文や台詞を付した。

### 警察関係者
- 久能徳松：菅原文太
- 海田昭一：梅宮辰夫
- 吉浦勇作：佐野浅夫
- 河本靖男：山城新伍
- 塩田忠二郎：汐路章 アカを敵視する刑事。
- 下寺：林彰太郎 広谷の態度に怒る刑事。「この野郎、道場へ来い!」
- 得田：有川正治
- 丹保：森源太郎
- 池田：藤岡重慶 刑事課課長。
- 大坪：北村英三 倉島署長。「留置所が空じゃけんお前等が入っとれ!」
- 佐山：笹木俊志 手切れ金を要求され困る巡査。
- 三浦：鈴木瑞穂 県警本部捜査第二課長。海田を刑事課一同に紹介する。「私が一番頼りとしている頑張り屋だ」
- 正岡：中村錦司 県警副本部長。
- 塚田：鈴木康弘 松井を担当するために呼ばれた弁護士。
- 刑事：福本清三(ノンクレジット)

### 大原組・川手組
- 広谷賢次：松方弘樹
- 大原武男：遠藤太津朗
- 柄原進吾：室田日出男
- 庄司悟：奈辺悟 久能にライターを取り上げられるチンピラ。
- 大貫良平：成瀬正孝 組を裏切り庄司に刺殺される。
- 沖本九一：曽根晴美 川手組のキャバレー襲撃の責を負って自首する。
- 三杉寛：藤沢徹夫 沖本とともにキャバレーで暴れる。
- 是貞充：司裕介 塚原とともにキャバレーの事務所に殴り込む。
- 平田芳彦：片桐竜次 自転車で逃げ、首を切り落とされる。
- 児島二郎：幸英二 美也の声に騙されてドアを開け久能に殴り倒される。
- 小宮金八：田中邦衛 大原が刑務所で知り合ったアンコ
- 住岡清治：小田真士
- 川手勝美：成田三樹夫
- 松井卓：川谷拓三
- 水谷文治：高並功 川手建材の責任者。久能が川手建材を訪ねるくだりで友安、川手とともに密談している。*キャストクレジットだと岩尾正隆。
- 土屋保：白井孝司
- 俵功二：平沢彰 自転車で追いかけ平田の首を切り落とす。
- 竹内正一：秋山勝俊 川手建材運転手。大貫に刺殺される。
- 柳井：野口貴史 シナリオ及び予告編では中華料理屋で広谷暗殺を狙い射殺される。

### 政治家など
- 友安政市：金子信雄
- 向井万太郎：志摩靖彦　市長。
- 久保直登：小松方正 日光石油倉島製油所長。
- 菊池東馬：安部徹 警察委員長をしている県会議員。
- 岡本秀雄：国一太郎

### その他の人々
- 麻里子：池玲子 久能の情婦になるホステス。
- 美也：弓恵子 バー「珊瑚」のママ。
- ユリ：：小泉洋子  刑務所に行く沖本の相手をするホステス。庄司が大貫を殺す手引きをする。
- カスミ：：橘真紀  「珊瑚」のホステス。大貫を匿う。
- 千代美：：白川みどり  松井の妻。
- 光代：：松本政子  佐山に手切れ金を要求するホステス。
- 玲子：中原早苗 久能の妻。署内で離婚届の同意捺印を強制。
- 真佐江：：林三恵
- 吉川：宮城幸生 光代の亭主で船員。
- 庄司剛：岡部正純 庄司悟の兄。本編未登場。
- 裁判所係員：世羅豊 本編未登場か。
- 佐山の同僚：鳥巣哲生  竹内と佐山の乱闘に加わる。
- ダンプカー助手：池田謙治
- 大原組組員：大矢敬典、志茂山高也、松本泰郎、森谷譲、木谷邦臣
- 川手組組員：小坂和之、白川浩二郎、矢部義章
- 新聞記者A：唐沢民賢 久能に取材する。「広告は正当な商取引だよ!」

## 製作

### 企画
田岡一雄の自伝を実名で映画化した1973年『山口組三代目』、及び1974年の『三代目襲名』が大ヒットし、田岡を「任侠の徒」として描いたこれらに対して山口組への対策を強化し始めていた兵庫県警が快く思わず。東映本社と俊藤浩滋の自宅が家宅捜索され、岡田茂東映社長（当時）は警察に出頭を命じられた。警察の目的は岡田と田岡一雄との関係を明らかにして、岡田を引きずり下ろすことが狙いだった。高岩淡（のち、東映社長）も重要参考人として警察に呼び出され厳しい取り調べを受けた。警察とマスコミにキャンペーンを張られ、世間を騒がせた責任を取り、岡田社長は1975年の正月映画に予定していたシリーズ三作目『山口組三代目 激突篇』の製作を断念した。
これら東映とヤクザ映画に対する警察の圧迫を不愉快に思った岡田社長が便所の中で思いついたのが本作のタイトル、及び企画である。岡田は日下部五朗に「この題で撮れい、撮ったれい!」と広島弁で息巻いていたといわれる。
『仁義なき戦い』の新シリーズ『新仁義なき戦い』も広島市からのロケ撮影を締め出されるというトラブルが続出した。このため東映は"ヤクザ路線"から"警察路線"という新シリーズと銘打ち、「本作をその第1作として広島県警が、地元暴力団組織を追いつめていく過程を描く。警察も組織で組織対組織の、血みどろの男の戦いを映画化する」「仁義なき戦いは広島市の暴力団組織の抗争を描いたものだが、同じ広島を舞台に、同じ深作欣二監督の手で、警察当局に追いつめられる組織暴力団の末路を描く」「いままでは警察当局の撮影への協力が得られなかったが、今後は期待できる」「早速に広島で現地ロケ、8月頃に公開の予定」とマスコミに発表し製作に着手した。この発表を受け、マスコミの一部には東映がかつて『警視庁物語』という警視庁PR映画で稼ぎまくったことから、警視庁ご推薦ものを作る気かと報じるものもあった。

### シナリオ
笠原和夫は岡田に呼ばれ「"県警対組織暴力"、いいタイトルだろ? これでやれ」と指示を受け、「そんなダサい題名で書けるか」と思ったが、仕方ないので脚本に着手した。笠原は田舎の警察とやくざの戦いみたいなものをやろうと広島に行き取材を開始したが、取材場所は広島しか知らず、当地で収集した実話を参考に書き上げた。また『仁義なき戦い』の徹底取材で材料が余り『仁義なき戦い』に使えずじまいのエピソードが余った。このため使い切れなかったエピソード（パトカーに相乗りして花見に行く話など）を本作で使っている。
市警察の久能（菅原文太）と友情を結ぶ若いヤクザ広谷（松方弘樹）の名前が、『仁義なき戦い』の主人公の広能の名前を二つに分けたものであることから、潜在的にこの二人が同じようなキャラクターであることを示唆している。久能は警察の上司・海田（梅宮辰夫）に食ってかかり、ヤクザ広谷の夢を託すが、最後は時代の風に乗って鮮やかな転身を果たす海田とは真逆に、野良犬のようにトラックに踏みつぶされる。また作品の舞台を東京オリンピックが開催された前年の1963年に置き、石油コンビナートやラジオ体操、『こんにちは赤ちゃん』といった戦後の高度経済成長に向かう日本社会の表の顔とその裏にうごめく暗い顔を繰り返し見せることで、近代化まっしぐらだった日本では、大企業が地方の勢力と結びついて経済発展を図り、地方では警察もヤクザも政治家も癒着し合い、実は同類であるというテーマに結び付けている。この根は同じというテーマは笠原作品によく見られる。
本作品のシナリオは『笠原和夫 人とシナリオ』に掲載されている。

### 本編とシナリオとの差異
本作品は監督の深作が「一字一字出直しするところがない」とまで称賛したように、笠原のシナリオにほぼ従って撮られているが、いくつか削除されたシーンや変更された描写がある。
削除されたシーン
- 広谷が日光石油の久保所長を脅すシーンの次に、久能が過去の悪事をネタに向井市長を脅迫するシーン、および、脅迫された市長が広谷と川手に無理やり手打ちさせ、そのことを川手が怒るシーンがあった。
- 広谷組と川手組が二台の車に分かれて射撃しあうシーンの次に、中華料理店にいる広谷を暗殺者が襲い、広谷が返り討ちにするシーンがあった。本編にある海田警部補の台詞、「中華料理店の射殺事件が臭いんだが」とはこのことを指す。また、本作のビデオ版パッケージの裏面には、松方弘樹が中華料理屋で銃を構える写真が使われており、シーン自体は撮影されたものの編集段階で削除されたものと思われる。このシーンの一部が予告編に用いられている。
- 海田警部補が初登場するシーンの一つ前に、警官の取り締まりに逆らい暴れだした広谷側の宏道会組員を、海田がハネ腰で投げ飛ばすシーンがあった。これがシナリオ段階での海田の初登場シーンである。
- 広谷組のチンピラ庄司が裏切り者を刺殺したシーンの次に、漁師町の庄司の実家が家宅捜査され、庄司の兄が「誰がわしらの漁場奪ったんじゃい! 悟を極道にしたんは誰ない!」と叫ぶシーンがあった。配役表を見るとこのシーンにしか登場しない庄司の兄にも役者(演:岡部正純)が割り振られているので、このシーンも撮影だけ行われて編集でカットされたものかと思われる。

変更、追加された描写
- シナリオ冒頭での久能の描写は「ねじ鉢巻、サングラス、油の染みたジャンパー、一見仲仕風の男が、グラスの酒を煽り、ラーメンをすすり、ゆで玉子にもかぶりついている。貪欲というよりも、賎しいまでに動物的な活力に溢れた喰いっぷりである。」という荒々しいものだが、本編ではスーツにコートというスマートな衣装に変更されており、どぎつい食事ぶりの描写もない。
- 本編では、テレビから当時のヒット曲『こんにちは赤ちゃん』が流れる中、チンピラがのたうち回りながら殺されるシーンがある。『こんにちは赤ちゃん』はこの映画の舞台である昭和38年の10月に発売された曲である。時代背景を切り取りながら殴り込みの凄惨さを引き立てる演出であるが、シナリオでは「大貫がテレビを見ている。」とあるだけでテレビに映される内容の指定はない。
- ラストシーン、シナリオでは、近づく不審な車に対して懐中電灯を振る久能の姿がストップモーションになり、そこに「久能徳松巡査部長、昭和四十年、～暴走車にはねられ即死。加害車、不明」のテロップがかかり、エンドマークが出る。しかし本編では、久能がハネられ、ぐったりと眼を閉じ死亡するまでを克明に描いてから、テロップとエンドマークが出るようになっている。

### キャスティング
本作は菅原文太(主演)、渡哲也の初共演作として、1975年東映上半期最大級作品として企画され、1975年2月18日の東映記者会見で、岡田茂東映社長が「文太、渡の二大スターで5月（ゴールデンウイーク）は勝利間違いなし」とブチ上げ、笠原が三ヶ月がかりで書き上げた脚本も菅原が「俳優になって初めて出会った最高傑作」、深作は「一字一字出直しするところがない」とまで称賛し、1975年3月17日クランクインを予定していた。渡哲也は高倉健との共演を予定していた『大脱獄』もキャンセルし、自宅で静養に努めていたが、1975年3月に入ってカゼをこじらせ体調が悪化し、1975年3月10日に所属の石原プロモーション専務・小林正彦より「出演は難しい」と伝えられた。渡は岡田社長が東映へ引き抜こうと画策し、東映入りしたという報道もされたが、東映とは専属契約を交わしていなかった。急ぎ代役候補に北大路欣也と松方弘樹が挙がり、松方が代役を引き受けた。松方は関西テレビのテレビドラマ『けんか安兵衛』を収録中で、1975年4月14日から自身主演の『暴動島根刑務所』のクランクインを予定しており、ハードスケジュールとなった。渡は『暴動島根刑務所』にも松方(主演)と共演予定であった。この影響で『暴動島根刑務所』のクランクインは少し遅れた。

### 撮影
1975年4月4日『日本暴力列島 京阪神殺しの軍団』と同日、東映京都撮影所でクランクイン。

## 宣伝・興行
当時は映画出演者がテレビに出て番宣をするようなことは無かったが、映画公開前にテレビで『菅原文太のすべて』のような番組が放映され、映画宣伝の珍しい方法として映画関係者の反響を呼んだ。
この1975年のゴールデンウィークは、東宝が山口百恵主演の『潮騒』と和田アキ子主演の『お姐ちゃんお手やわらかに』、松竹が桜田淳子主演の『スプーン一杯の幸せ』と中村雅俊・檀ふみ出演の『想い出のかたすみに』で、東映がこの『県警対組織暴力』と志穂美悦子主演の『華麗なる追跡』のそれぞれ二本立てで、邦画界はほぼアイドル映画一色に染められた。マスメディアは大手三社のメイン作の対決を「モモかサクラか、桜の代紋か」などと盛んに取り上げ、山口百恵、桜田淳子、菅原文太がそれぞれ都心の劇場で派手な宣伝合戦を展開した。ゴールデンウィーク初日の1976年4月26日、百恵は千代田劇場前で通行人のホッペに"チュ"をするというウッシッシ作戦を行うと告知。同所に登場はしたが、"チュ"を実行したかは不明。淳子は銀座松竹前で「幸せになりましょうネ」と幸せのベルをプレゼントすると告知、これは実行された。色気のない『県警対組織暴力』は当初、銀座のど真ん中・丸の内東映前で"ドカーン"と花火を打ち上げるかと予定したが、都民を驚かせてまた警視庁を怒らせても困るなどと中止し、東映宣伝部員が警官姿になって菅原を囲み舞台挨拶する予定だったが、これも警察当局の逆燐に触れることを恐れて自粛した。初日の興行成績は『県警対組織暴力』に軍配が上がり、菅原は「テレビの人気者に負けるようじゃ、本職の恥」「映画でメシを食ってる本職がポッと出のジャリ歌手に負けたんじゃ、オレ、役者をやめるよ」などと胸を張った。しかし当時志穂美悦子が、文太、松方、渡、千葉と並ぶ"東映の五大黒字スター"などと呼ばれるほど人気が爆発しており、一部のメディアには「百恵ちゃん、淳子ちゃん、悦ちゃんの三ちゃん・女の闘い」とも書かれ、実際『華麗なる追跡』上映中には「悦ちゃん、悦ちゃん」の大唱和が起き『県警対組織暴力』だけの成績かは不明だった。当時は10代の映画ファンの興行への影響力が大きくなってきており、東映は「実録路線」が当たってはいたが、さらに若いファン層の開拓を目指して岡田茂東映社長は「ことしから二本立ての1本は19歳以下の若者を対象にしていく」と"青春路線"に取り組むと発表した。

## 評価
本作は警察の末端組織とヤクザとの癒着及び対立、警察組織内の上層部と末端の対立をテーマに、笠原の綿密な構成力と深作欣二の迫真の演出力が存分に発揮され、娯楽性と社会的なテーマ性をともに併せ持つ作品となった。笠原が『仁義なき戦い』で習得した広島弁のセリフ創作術はこの作品によって究極の達成を見たといっても過言ではない。
広島県警からは制作発表当初より強硬な抗議が届いた。
三池崇史は「『仁義なき戦い』とか、『県警対組織暴力』とか、いま、僕らが子供のころ観た映画って絶対に作れないです」と述べている。
斉藤ひろしは「シナリオの勉強をするためには『仁義なき戦い』より『県警対組織暴力』の方がいいですね。でも『県警対組織暴力』は完璧すぎなんで、これからシナリオを学ぶ人にとって『仁義なき戦い』からの方がいいかもしれないです」などと述べている。

## エピソード
- 『カックラキン大放送!!』（日本テレビ）のコーナーで、カマキリ拳法を駆使するラビット関根（関根勤）が、拳法を大げさに繰り出す割には、野口五郎扮する刑事ゴロンボに簡単にやられる、あるいは自滅するというネタは、本作の取調室での暴行シーンをヒントにしているという[36]。
- 予告編に『やくざ対Gメン 囮』と『仁義なき戦い 頂上作戦』の流用映像と、本作で使われなかった中華料理店で野口貴史演じるヒットマンが広谷の返り討ちにあう未公開シーンと、『新仁義なき戦い』『実録飛車角 狼どもの仁義』、『ザ・カラテ2』、『山口組外伝 九州進攻作戦』のBGMを流用している。

### 川谷拓三への取調室での暴行シーン
本作品は、ヤクザ役の川谷拓三へ、警官役の菅原文太と山城新伍が取調室で暴行を加えるシーンが有名な見所になっている。暴力的な取締のシーンは数あれど、その域を超えている。たまたま笠原和夫が撮影を観ていて、ひっくり返って喜んでいたという。最初いきがっていた川谷は、菅原と山城に、投げられ、裸に剥かれ、殴る蹴るの暴行を受けて泣き叫ぶ。滑稽さと迫真性から川谷の演技は評判となり、のちの川谷たちピラニア軍団の出世へとつながっていった。萩原健一は、このシーンを観て川谷のファンになり、倉本聰脚本のテレビドラマ『前略おふくろ様』のプロデューサーを通じて川谷に「共演したい」とオファーを出し、川谷は同作の利夫役に抜擢され、お茶の間でもブレイクした。同じピラニア軍団の室田日出男にも出てもらうことになったという。
このシーンに関して川谷は、これは正に自分の役だと感じたと語っている。公務執行妨害をしてしまい、4人くらいの警官に囲まれ、殴る蹴るの暴行を受けるというよく似た経験をしたことがあったからである。川谷が「本当に殴って下さい」というので、深作は本人が言うんだから仕方ないと、菅原と山城に川谷を本気で殴らせたと述べている。翌日、川谷は顔がぼこぼこになっていた。ロッテルダム国際映画祭でも場内が笑いの連続で沸きに沸いたという。
なお、同じく深作欣二監督、笠原和夫脚本の映画『やくざの墓場 くちなしの花』では、川谷は本作と逆に取調室でヤクザを痛めつける刑事役を演じている。

## ソフト化
東映ビデオからDVD・ブルーレイが販売されている。
- 県警対組織暴力 Blu-ray（2015年5月13日発売）
- 県警対組織暴力 DVD（2015年3月13日発売・廉価版）
- 県警対組織暴力 DVD（2009年6月1日発売・廉価版）
- 県警対組織暴力 DVD（2003年3月21日発売）

## 同時上映
『華麗なる追跡』
- 主演：志穂美悦子/監督：鈴木則文

※1975年5月13日(火)まで、本作と上記の二本立て。丸の内東映と上野東映のみ、これ以降も『県警対組織暴力』『華麗なる追跡』のロングラン上映四週間(？)。その他の劇場は併映作の変更があり、1975年5月14日(水)から『県警対組織暴力』『玉割り人ゆき』（主演：潤ますみ/監督：牧口雄二）『札幌・横浜・名古屋・雄琴・博多 トルコ渡り鳥』（主演：芹明香/監督：関本郁夫）の三本立て（地方の劇場がロングランを嫌がるための対応、東映ポルノ#東映ニューポルノ）。

## 関連する映画
『仁義なき戦い』シリーズは、本作品と同じ監督、脚本、音楽、俳優陣による作品である。また、『やくざの墓場 くちなしの花』は同じ監督、脚本で警官とヤクザの癒着をテーマに描く映画であり、本作品の姉妹的な作品である。
本作は「ヤクザ映画」の代表作としても有名であり、漫画やアニメといった実写作品以外で「ヤクザ映画」をパロディとして扱った作品にタイトルが借用されていることがある。1999年製作のオリジナルビデオアニメーション『てなもんやボイジャーズ』、2007年放映の『瀬戸の花嫁』では「県警対組織暴力」というそのままのサブタイトルの回がある。また、大西ユカリと新世界の楽曲に「『県警対組織暴力』をもう一度」がある（2006年発売のアルバム『おんなのうた』収録）。